# Organisation Todt
Organisation Todt (OT) var en civil og militær ingeniørenhed i Tyskland, som blev opkaldt efter sin grundlægger, Fritz Todt, som var ingeniør og højt placeret i det nazistiske hierarki. Organisationen havde ansvar for en lang række ingeniørprojekter i Tyskland før 2. Verdenskrig og i Tyskland og de besatte lande fra Frankrig til Sovjetunionen under krigen. Den blev berygtet for anvendelse af tvangsarbejdere. Den deles i tre:
- Før krigen fra 1933-1938. Todts var generalinspektør for det tyske vejvæsen (Generalinspektor für das deutsche Straßenwesen) og byggede de tyske Autobahn motorveje.
- Mellem 1938, hvor Organisation Todt blev grundlagt, til februar 1942, hvor Todt døde ved en flyulykke. I 1940 blev Fritz Todt udnævnt til minister for våben og ammunition (Reichminister für Bewaffnung und Munition) og Organisation Todts projekter var næsten udelukkende af militær karakter.
- Fra 1942 til krigens slutning. Albert Speer efterfulgte Todt og Organisation Todt blev opslugt i det udvidede ministerium for våben og krigsproduktion (Reichsministerium für Rüstung und Kriegsproduktion).

## Bygningen af det tyskeAutobahnnetværk
Tanken om et tysk motorvejsnet havde sin oprindelse i et privat konsortium, HaFraBa (Verein zur Vorbereitung der Autostraße Hansestädte-Frankfurt-Basel), der var grundlagt i 1926 for at bygge en højhastighedsvej mellem Nordtyskland og Basel i Schweiz.
Med et dekret den 27. juni 1933, som startede Reichsautobahnen projektet, der skulle skabe motorveje i hele Tyskland, gjorde Adolf Hitler det til et langt mere ambitiøst offentligt projekt, og ansvaret for det blev lagt i hænderne på Fritz Todt som nyudnævnt generalinspektør for vejvæsenet.
I 1934 havde den selvpromoverende Todt held til at hæve embedet næsten til regeringsniveau. Todt var en ekstremt dygtig administrator og havde til 1938 bygget over 3.000 km vej. Autobahn-projektet var et af Nazitysklands prestigeprojekter. Todt havde skabt den administrative kerne i det, der blev til Organisation Todt. Væksten i og den stigende betydning af organisationen og den stadigt mere fremtrædende leder er et lærebogseksempel på, hvordan en aggressiv og dygtig leder i NSDAP kunne udvide sit embede i den flydende (og farlige) polykratiske tyske stat under Adolf Hitler.
I begyndelsen var Autobahn projektet afhængigt af det frie arbejdsmarked til at skaffe arbejdskraft. Tyskland var i færd med at overvinde effekten af den verdensøkonomiske krise (Depressionen), og der var ingen mangel på arbejdskraft. Da økonomien rettede sig op, blev det et vanskeligere at skaffe arbejdskraft, men fra 1935 kunne Organisation Todt trække på indkaldte (dvs. tvungne) arbejdere fra (Reichsarbeitsdienst, RAD). Efter lov af 26. juni 1935 var alle tyske mænd i alderen 18 til 25 forpligtet til at udføre seks måneders arbejde for staten. Arbejdet blev betalt med en løn, som lå lidt over arbejdsløshedsunderstøttelsen. Arbejdsbetingelserne og sammensætningen af arbejdsstyrken ændrede sig drastisk i løbet af de kommende år.

## 1938 til februar 1942: Organisation Todt
I 1938 grundlagde Todt den egentlige Organisation Todt som et konsortium af administrative kontorer, som Todt personligt havde organiseret i forbindelse med Autobahn projektet, private virksomheder som underleverandører og den primære kilde til teknisk ingeniørekspertise samt arbejdstjenesten som kilde til arbejdskraft. Han blev udpeget af Hitler som befuldmægtiget for arbejdsområdet i den anden fireårsplan og underminerede dermed Hermann Görings ledelse. Investeringerne i ingeniørarbejder blev stærkt reduceret. Mellem 1939 og 1943 blev der i modsætning til tidligere bygget mindre end 1.000 km motorvej, da indsatsen blev flyttet over på militære områder. Det første store projekt var Siegfried-linjen, som blev bygget parallelt med Maginot-linjen i Frankrig og med samme formål. Tilsvarende blev Todt selv udnævnt til minister for våben og ammunition i 1940. I 1941 fik Todt og hans organisation også ansvaret for et endnu større projekt: bygningen af Atlantvolden, som kom til at strække sig fra Norge til den franske grænse mod Spanien. Den omfattede også befæstning af de britiske kanaløer, som var besat af Nazityskland fra 30. juni 1940 til krigens slutning.
Den voldsomme stigning i behovet for arbejdskraft, som blev skabt af Siegfried-linje projektet, blev dækket af en række udvidelser af lovene om arbejdstjeneste, som til sidst tvang alle tyskere til at arbejde i ubestemt tid (dvs. i princippet uendeligt) for staten. Mellem 1938 og 1940 var 1,75 millioner tyskere udskrevet til arbejdstjeneste. Både Organisation Todt og arbejdstjenesten var af paramilitær karakter i såvel hierarki som uniformering med omhyggeligt udførte gradstegn, epauletter og andre insignier der viste rang.
Fritz Todt døde ved en flyulykke den 8. februar 1942 kort efter et møde med Hitler i Østpreussen. Todt var blevet overbevist om at krigen ikke kunne vindes, og mente, at han var tilstrækkelig uundværlig til at kunne sige det til Hitler. Som følge heraf har der været spekuleret på, om Todts død var et attentat, men det er aldrig blevet sandsynliggjort. Todt blev fulgt af Albert Speer som minister for våben og ammunition og faktisk leder af Organisation Todt.

## Organisation Todt under Albert Speer
Trods Todts død fortsatte Organisation Todt med at fungere som en ingeniørenhed og modtog en række yderligere opgaver. I begyndelsen af 1943 fik den udover opgaven med Atlantvolden til opgave at bygge affyringsramper i det nordlige Frankrig til V1-missiler og V2-raketter. Om sommeren, efter at den tyske krigsindsats var blevet stadig mere defensiv, blev organisationen sat til at bygge beskyttelsesrum og reparere udbombede bygninger i byer i Tyskland samt samt til at bygge underjordiske raffinaderier og våbenfabrikker.
Administrativt blev organisationen i praksis indlemmet i Albert Speers ministerium for våben og krigsproduktion i 1943. I et stadig mere desperat Tyskland, der vat ramt af allierede bomber og hvor al produktion var ramt af knaphed på materialer og arbejdskraft, strakte Speers ansvar sig over næsten hele den tyske krigsøkonomi. Det lykkedes ham at forøge produktionen betydeligt ved at bruge betydelig flere tvangsarbejdere. Også i Organisation Todt.
Ved krigens slutning var den obligatoriske arbejdstjeneste for tyskere reduceret til seks uger med ligegyldig militære træning, og al tysk arbejdskraft blev overført til militære enheder og egentlige militære støttefunktioner. Senest fra begyndelsen af 1942 blev deres opgaver i stigende grad overtaget af krigsfanger og tvangsudskrevne arbejdere fra besatte lande. Udlændinge og krigsfanger blev ofte omtalt som Fremdarbeiter. I 1943 og 1944 blev de yderligere suppleret med koncentrationslejrfanger og andre fanger. Fra efteråret 1944 blev mellem 10.000 og 20.000 halv-jøder og jøders ægtefæller rekrutteret til særlige enheder.
Ved udgangen af 1944 var der omkring 1,4 mio. arbejdere i Organisation Todt. Heraf var 1 % tyskere, som var kasseret til militærtjeneste og 1,5 % koncentrationslejrfanger. Resten var krigsfanger og tvangsarbejdere fra besatte lande. De blev alle i praksis behandlet som slaver i en fuldstændig vilkårlig og nådesløs stats tjeneste. Mange overlevede ikke krigen.
Kettrupgård i Vendsyssel blev i 1943 beslaglagt af Org. Todt.

## Organisation Todts administrative enheder

### Tyskland og udlandet
- OT-Einsatzgruppe Italien
- OT-Einsatzgruppe Ost (Kijev)
- OT-Einsatzgruppe Reich (Berlin)
- OT-Einsatzgruppe Südost (Beograd)
- OT-Einsatzgruppe West (Paris)
- OT-Einsatzgruppe Wiking (Oslo)

### I Tyskland
- Deutschland I ("Tannenberg") (Rastenburg)
- Deutschland II (Berlin)
- Deutschland III ("Hansa") (Essen)
- Deutschland IV ("Kyffhäuser") (Weimar)
- Deutschland V (Heidelberg)
- Deutschland VI (München)
- Deutschland VII (Prag)
- Deutschland VIII ("Alpen") (Villach)

## Organisation Todt rangorden
- Chef der OT
- OT-Einsatzgruppenleiter I
- OT-Einsatzgruppenleiter II
- OT-Einsatzleiter
- OT-Hauptbauleiter
- OT-Bauleiter
- OT-Hauptbauführer
- OT-Oberbauführer
- OT-Bauführer
- OT-Haupttruppführer
- OT-Obertruppführer
- OT-Truppführer
- OT-Oberstfrontführer
- OT-Oberstabsfrontführer
- OT-Stabsfrontführer
- OT-Oberfrontführer
- OT-Frontführer
- OT-Obermeister
- OT-Obermeister
- OT-Meister
- OT-Vorarbeiter
- OT-Stammarbeiter
- OT-Arbeiter

## Yderligere læsning
- Einsatz der Organisation Todt (tysk) (Historisches Centrum Hagen)
- Fritz Todt (tysk) (Deutsches Historisches Museum)
- Der Reichsarbeistsdienst (tysk) (Deutsches Historisches Museum)
- Robert Gildea. 2002. Marianne in Chains: Daily Life in the Heart of France During the German Occupation,Picador. ISBN 0-312-42359-4. (engelsk)